# Ruś Kijowska
Wielkie Księstwo Kijowskie, Ruś Kijowska (st.rus. Рѹсь / Rusĭ, рѹсьскаѧ землѧ / rusĭskaja zemľa, gr. Ῥωσία / Rhōsía, od XII wieku także Ruthenia, st.nord. Garðaríki) – średniowieczne państwo feudalne w Europie Wschodniej, rządzone przez dynastię Rurykowiczów pochodzenia wareskiego, oparte na plemionach wschodniosłowiańskich, z których w okresie późniejszym powstały narody rosyjski, ukraiński i białoruski. Najstarsze źródło do historii Rusi Kijowskiej, Powieść minionych lat, wiąże początki państwa z rokiem 862, w którym wódz Waregów Ruryk przybył do Nowogrodu Wielkiego w celu zażegnania sporów pomiędzy plemionami wschodniosłowiańskimi i fińskimi. Centrum państwa ruskiego zostało w roku 882 przeniesione z Nowogrodu do Kijowa. Historiografia ukraińska wiąże silniej powstanie państwa z ustanowieniem stolicy w Kijowie w 882 roku i legendarnym założeniem miasta Kijowa przez trzech braci: Kija, Szczeka i Chorywa.
Choć dominującą grupą ludności Rusi Kijowskiej była od początku ludność słowiańska, to jednak jej powstanie wiązane jest z Waregami, którzy prowadzili handel na szlaku „od Waregów do Greków”, prowadzącym od Bałtyku wzdłuż Dniepru do Morza Czarnego. Ludność wareska uległa na Rusi całkowitej asymilacji, a ludność fińska uległa tylko częściowej asymilacji ze Słowianami.
Ruś Kijowska przeżywała okres świetności w okresie rządów Włodzimierza Wielkiego (960–1015), za którego panowania dokonał się chrzest Rusi w roku 988, i Jarosława Mądrego (978–1054). Od połowy XII wieku Ruś Kijowska uległa osłabieniu wskutek sporów wewnętrznych, a także kryzysowi gospodarczemu, m.in. wskutek upadku szlaku handlowego północ-południe, co było wynikiem utworzenia Cesarstwa Łacińskiego w wyniku czwartej wyprawy krzyżowej (1202–1204) i tworzeniem się szlaków handlowych wschód-zachód na Morzu Śródziemnym.
Po śmierci Jarosława Mądrego Ruś Kijowska weszła w okres rozbicia dzielnicowego, przy czym władcy z różnych dzielnic starali się zawładnąć Kijowem, ubiegając się o tytuł wielkiego księcia (seniora), posiadającego władzę zwierzchnią nad pozostałymi księstwami. W XII wieku Kijów ostatecznie stracił swoje znaczenie polityczne na rzecz innych ośrodków, głównie Włodzimierza.
W 1169 roku Andrzej Bogolubski oddzielił na Rusi rolę wielkiego księcia (seniora) od miejsca jego rezydowania. Od tej pory w Kijowie zasiadali książęta pozostający najczęściej w stosunku lennym do innych książąt ruskich, a następnie głów obcych państw.
W 1240 roku na skutek najazdu mongolskiego większość księstw ruskich utraciła niezależność polityczną na rzecz Złotej Ordy. Tatarzy nie przejęli bezpośrednich rządów w podbitych księstwach, zadowolili się każdorazowym zatwierdzaniem kandydata do tronu książęcego we Włodzimierzu, który z kolei pełnił funkcje zwierzchnie nad resztą książąt ruskich i miał prawo zwracania się o pomoc do chana. Moment ten oznaczany bywa za koniec Rusi Kijowskiej, choć historiografia rosyjska uważa przede wszystkim Wielkie Księstwo Włodzimierskie, a historiografia ukraińska księstwo halicko-wołyńskie, za kontynuację państwowości staroruskiej.

## Nazewnictwo
„Ruś Kijowska” w okresie swojego istnienia nazywana była (staroruski) – Рѹсь (Ruś) i (staroruski) – Рѹсьскаѧ Землѧ (Ziemia Ruska). W źródłach historycznych określenie „kijowska” pierwotnie nie występuje, o czym świadczy np. grecka: Ῥωσία (Rhossía) i łacińska: Russia, a od XII wieku także Ruthenia. Termin „Ruś Kijowska” pochodzi z XIX wieku jako nazwa państwa staroruskiego i jest produktem rosyjskiej historiografii szukającej sposobu periodyzacji dziejów Rosji – odnosi się do okresu od IX wieku do początków XII wieku, kiedy centrum Rusi stanowił Kijów.
Etymologia słowa „Ruś” zawsze wzbudzała kontrowersje. Dawniej wywodzono go od nazwy starożytnego plemienia Roksolanów od słowa rossieje, co oznacza rozsiane (po ziemi, daleko), nazw topograficznych i innych. Współcześni językoznawcy wywodzą najczęściej nazwę „Ruś” od nazwy waregów „Rus-” / „Ros-” (wzmiankowanej od 839 roku) i łączą ją z ugrofińskim „ruotsi”, które oznacza „mieszkańców wybrzeża”. Finowie do dzisiaj nazywają tak Szwedów, od których słowo to mogli przejąć, gdyż roslag oznacza w staronordyjskim „wybrzeże”. Najprawdopodobniej właśnie od Waregów nazwę Ruś przejęli Słowianie Wschodni.
Nazwa „Ruś” mogła być przynajmniej do połowy X wieku pojęciem nie etnicznym, lecz oznaczającym organizację społeczną o charakterze militarno-kupieckim, której centrum stanowił Kijów. Przypuszczalnie kategoria społeczna „Ruś” powstała z inicjatywy normańskiej – mieli to być wikingowie pobierający daninę. W kronice Powieść minionych lat z 1113 roku autor wspomina, że „Ruś” jako plemię przybyła z Rurykiem do Nowogrodu ze Skandynawii.
Termin Ruś kojarzony jest od XIX wieku z terminem Rosja. Nazwa Rosja pochodzi od greckiej nazwy Rusi Ῥωσσία (Rhōssía), użytej po raz pierwszy przez Konstantyna VII Porfirogenetę w dziele „O ceremoniach” z X wieku. W ruskich źródłach pisanych pojawia się od 1387 roku i oznacza tyle co „Ruś”. Zwierzchność wielkich książąt kijowskich i później włodzimierskich nad pozostałymi księstwami ruskimi była wyrażana m.in. za pomocą tytułu „wielki książę kijowski i/lub włodzimierski i wszech Rusi”. Około 1305 roku pojawił się tytuł „wielki książę wszech Rusi”, używany przez wielkich książąt włodzimierskich, twerskich i moskiewskich. Tytuł ten przysługiwał następnie carom rosyjskim. Terminy Rosja i Ruś były stosowane w państwie rosyjskim zamiennie przez szereg stuleci. Dopiero w czasach Piotra Wielkiego termin Rosja stał się bardziej popularny od terminu Ruś.
Termin Ruś kojarzony jest też z terminem Rusini, oznaczającym najczęściej rdzenną ludność terenów obecnej Ukrainy w okresie poprzedzającym ukształtowanie się nowoczesnej świadomości narodowej w wyniku XIX-wiecznych procesów narodowotwórczych. Nazwa Rusini zanikła wraz z ukształtowaniem się współczesnej narodowej świadomości ukraińskiej. Rusinami nazywają się jeszcze nieliczne grupy ludności na Zakarpaciu, Słowacji i Wojwodinie. W szerszym kontekście nazwa ta odnosi się do wszystkich narodów wschodniosłowiańskich i ludności prawosławnej na ziemiach historycznej Rusi.
Nazwa „Ruś” ma dziś w zasadzie charakter wyłącznie historyczny, choć nadal budzi kontrowersje i nieporozumienia w kontekście rosyjsko-ukraińskich sporów.

## Historia

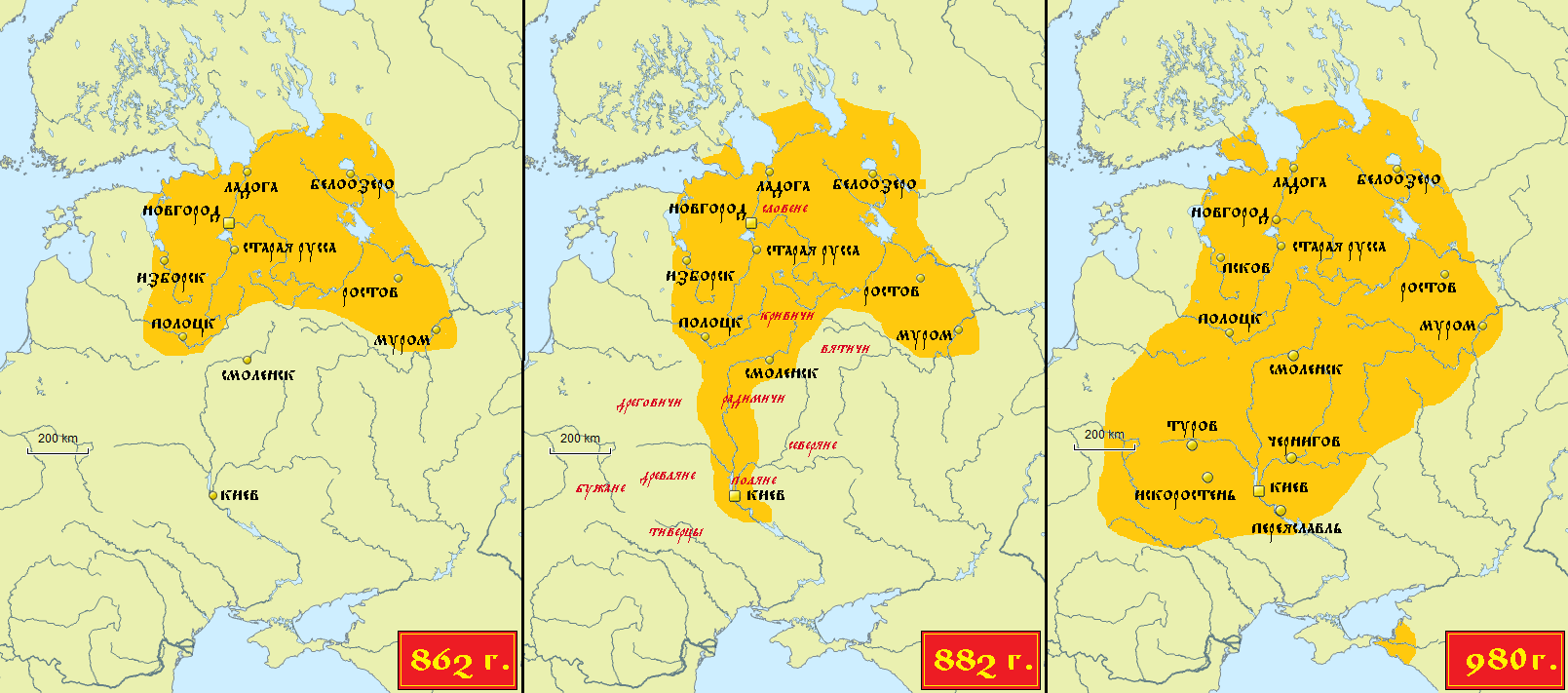
Ekspansja terytorialna Rusi w latach 862–980

### Powstanie państwa ruskiego
Rok 862, w którym wódz Waregów Ruryk przybył do Nowogrodu Wielkiego w celu zażegnania sporów pomiędzy poszczególnymi plemionami wschodniosłowiańskimi (Słowianie Ilmeńscy, Krywicze) i fińskimi (Czudź – prawdopodobnie ówczesna nazwa Wotów, Weś), to symboliczna data powstania państwa ruskiego. Zgodnie z pierwszą staroruską kroniką zwaną Powieścią minionych lat, Ruryk miał zostać zaproszony do Nowogrodu przez zwaśnione plemiona (być może nowogrodzkiego posadnika Gostomysła), które zgodziły się przekazać mu władzę: 

Legenda o Ruryku: lata 6370 [czyli rok 862 – Ruś wzorem Bizancjum liczyła lata od początku świata] wygnali Waregów za morze i nie dali im dani; i sami poczęli się rządzić i nie było u nich sprawiedliwości; i powstał ród przeciw rodowi, były zwady i poczęli wojować sami ze sobą. Powiedzieli sobie: Poszukamy księcia, by nami władał według porządku i prawa. Szli za morze ku Waregom ku Rusi, bowiem tak się zwali ci Waregowie Rusią jako się drudzy zowią Szwedami, inni Normanami, Anglami a inni Gotami; takoż i ci się zwali. Rzekli Rusi Czudowie, Słowianie, Krywicze i Wesowie: Ziemia nasza wielka jest i obfita, a ładu w niej nie ma; pójdźcie więc rządzić i władać nami.
I wybrali się trzej bracia z rodami swoimi, wzięli z sobą wszystką Ruś i przyszli do Słowian najprzód i obwarowali gród Ładogę i siadł Ruryk najstarszy w Ładodze, a drugi Sineus w Białym Jeziorze, a trzeci Truwor w Izborsku. Od tych Waregów Nowogrodzianie nazwani zostali Rusią; i są dziś ludzie nowogrodzcy rodu waregskiego, a pierwej byli Słowianami. Po dwóch zaś latach umarł Sineus i brat jego Truwor. I objął Ruryk sam wszystką ziemię i przyszedłszy nad Ilmen obwarował gród nad Wołchowem i nazwał go Nowogród. I osiadł w nim jako książę i rozdawał dostojnikom swoim włości i grody. A w tych grodach Waregi są przybysze, zaś pierwsi osadnicy są w Nowogrodzie Słowianie.

Ruryk po 862 roku zdołał skupić pod swymi rządami część Waregów, plemion wschodniosłowiańskich (Słowianie Ilmeńscy, Krywicze i Połoczanie), plemion fińskich (Wotowie, Weś, Meria, Muroma i Mieszczera) i jedno bałtowskie plemię Goladź. Być może niektóre z tych plemion zostały przyłączone do Rusi dopiero przez następców Ruryka – Olega Mądrego lub Igora. Wyprawa Olega Mądrego na Kaganat Chazarski i Kijów (882) doprowadziła do opanowania szlaków handlowych ze Skandynawii do Morza Czarnego. Państwo staroruskie pod rządami Olega podbiło kilka dużych plemion słowiańskich (kolejno: Radymiczy, Polan, Siewierzan i Drewlan), podporządkowując je nowemu centrum w Kijowie, likwidując zarazem ich zależność od zjudaizowanych Chazarów, którym musieli posyłać co roku „miecz i drogocenne futra od każdego dymu”. Sami Waregowie odgrywali do XII wieku określoną rolę w rozwoju tego kraju, przede wszystkim jako wojowie i kupcy. Ruskie wyprawy kupieckie i wojenne docierały do Bizancjum, krajów arabskich, Kaukazu, nad Morze Kaspijskie, do Iranu, Uralu, Biarmi czy Permu. Dynastia Rurykowiczów pochodzenia wareskiego zdołała utrzymać swoje rządy w państwie ruskim, stale rozszerzając jego granice.
Oleg Mądry z przyczyn geopolitycznych przeniósł w 882 roku stolicę swego państwa z Nowogrodu Wielkiego (Holmgard) do Kijowa (Kaenugard), co dało początek Rusi Kijowskiej. Nowogród Wielki pozostawał jednak aż do końca XII wieku największym miastem ruskim. Z czasem staronordyjską nazwę Gardariki, oznaczającą pierwotnie Ruś Północną z głównym ośrodkiem w Nowogrodzie, przeniesiono na całą Ruś Kijowską. Państwo staroruskie było początkowo luźnym związkiem plemion czy księstw, które do lat 50. X wieku zachowały szeroką autonomię. Wielcy książęta kijowscy Oleg (panujący do 912 lub 922) i Igor Rurykowicz (panujący w latach 912/922–945) podpisali z Bizancjum układy handlowe, które gwarantowały krajowi zyskowny handel.

### Rozwój państwa i okres świetności Rusi Kijowskiej
Rządząca w latach 945–957 księżna Olga scentralizowała państwo, stworzyła podstawy trwałego porządku administracyjnego. Kolejny władca, syn Olgi, Światosław I, podejmował odległe wyprawy wojenne, docierając na Krym, wybrzeże kaspijskie, do ujścia Wołgi, na Kaukaz oraz Bałkany. W X wieku Ruś podbiła kolejne plemiona wschodniosłowiańskie: Uliczy i Tywerców (ok. 915), Dregowiczy (X wiek), Bużan czy też Wołynian (połowa X wieku), Wiatyczy (982) i Białych Chorwatów (992). Nazwy plemion na Rusi przestały być szerzej używane pod koniec XII wieku. W 968 roku Światosław I na czele 60-tysięcznej armii przeprawił się przez Dniepr i dotarł, idąc wzdłuż Morza Czarnego, do delty Dunaju. W Dobrudży zastąpiła mu drogę 30-tysięczna armia bułgarska cara Borysa II. Została jednak rozgromiona w pierwszej bitwie. Wojska ruskie zdobyły około 80 twierdz bułgarskich, umacniając się na północnym wschodzie państwa bułgarskiego. Światosław obrał sobie za siedzibę Presławiec nad Dunajem. W innych wyprawach zdobył Sarkiel (Białą Wieżę) nad Donem, Tmutarakań nad Morzem Czarnym, Itil nad Wołgą i Semander w Dagestanie. Tylko w Sarkielu i Tmutarakaniu władza ruska zdołała się utrzymać przez dłuższy czas (ok. 988–1100).
W XI wieku nastąpiła ekspansja terytorialna Rusi w kierunku północnym, która sięgnęła wybrzeży Morza Białego i dorzecza Dźwiny Północnej. Ruś podporządkowała sobie tereny zamieszkiwane przez ludy fińskie: Czudź Zawołocką, Karelów i częściowo Wschodnich Saamów. Ruś podejmowała również próby ekspansji w kierunku zachodnim. Swoją przynależność państwową kilkukrotnie zmieniały tzw. Grody Czerwieńskie. Zdobyte w 981 roku wraz z Przemyślem przez księcia kijowskiego Włodzimierza Wielkiego, zostały w 1018 roku podbite przez Bolesława Chrobrego w czasie wyprawy kijowskiej, by w 1031 zostać ponownie opanowane przez Jarosława I Mądrego w czasie wojny polsko-niemieckiej. Po przesiedleniu w okolice Kijowa części ludności lędziańskiej i rutenizacji pozostałej, ziemie te stanowiły zachodnią część Rusi Czerwonej, a ich nazwa zanikła. W 1030 roku Jarosław Mądry podbił tereny obecnej wschodniej Estonii i założył gród Jurjew, dzisiejsze Tartu. Rusini nałożyli kontrybucję na ludność tubylczą i pobierali ją aż do 1061, kiedy Jurjew został spalony przez jedno z lokalnych plemion. Odbudowany przez Wsiewołoda Mścisławicza, padł ofiarą ognia ponownie 1138. Po kolejnej odbudowie stał się największym ruskim grodem na zachód od Pskowa. Na terenach dzisiejszej Łotwy Ruś prowadziła ekspansję wzdłuż rzeki Dźwiny, w kierunku Rygi. Ekspansja ta była następnie kontynuowana przez niezależne od 1132 roku Księstwo Połockie i wydzielone z niego księstwa cargradzkie (jersikskie, ok. 1190–1239) i kukonoskie (ok. 1180–1208). Silny wpływ polityczny i kulturowy miała Ruś na tereny Zakarpacia i późniejszej Mołdawii.
Czasy panowania Jarosława I Mądrego i Włodzimierza Wielkiego stanowiły okres zarówno najszerszego rozwoju terytorialnego Rusi Kijowskiej jak i rozwoju kultury. Ożeniony z siostrą cesarza bizantyńskiego Anną Porfirogenetką książę Włodzimierz I w 988 roku przyjął chrzest i uczynił z chrześcijaństwa wschodniego rytu religię państwową. Małżeństwo z siostrą cesarza (żaden inny władca średniowiecznej Europy nie uzyskał takiego przywileju) dawało Włodzimierzowi silną pozycję polityczną poprzez bliskie stosunki z Bizancjum. Największe miasta ruskie były w tym okresie jednymi z największych na kontynencie. Pomimo że w Kijowie znajdowała się stolica Rusi, to jednak Nowogród Wielki pozostawał do końca XII wieku największym miastem ruskim. Na szczególną uwagę zasługuje budownictwo sakralne w Kijowie i Nowogrodzie Wielkim tamtego okresu, którego część zachowana została do czasów dzisiejszych. Jak zauważa jednak Feliks Koneczny: Czczym frazesem jest przelewane z podręcznika do podręcznika tradycyjne zdanie, jakoby Włodzimierz i Jarosław panowali nad niezmierzonymi obszarami, od zatoki fińskiej aż po Kaukaz, od średniej Wołgi po Karpaty. Jest to nieporozumienie powstałe stąd, że zsumowano wszystkie pomyślne wyprawy wojenne Rurykowiczów, uważając za rzecz naturalną, że te kraje, w których odnieśli zwycięstwa, przyłączyli do swego państwa.

### Rozbicie dzielnicowe Rusi

Księstwa Rusi Kijowskiej po śmierci Jarosława Mądrego w 1054 roku

Umierając w 1054 roku Jarosław I Mądry podzielił państwo między swoich synów. Ustanowione przez Jarosława I zasady dziedziczenia tronu książęcego w oparciu o regułę senioratu nie zapobiegły rozbiciu jedności politycznej kraju. Na północy istniała Republika Nowogrodzka, na północnym zachodzie Księstwo połockie, na południowym zachodzie księstwa Halickie i Wołyńskie. W centralnej części najistotniejsze były księstwa: Turowskie i Smoleńskie, na północnym wschodzie księstwa Rostowsko-Suzdalskie i Riazańskie, na południowym wschodzie czernihowskie i perejasławskie. Z czasem podział ten uległ jeszcze większemu rozdrobnieniu, przy czym książęta, którym udało się zawładnąć Kijowem, byli w hierarchii feudalnej wyżej postawieni od pozostałych książąt i posługiwali się tytułem wielkiego księcia. Podział na dzielnice usiłowali przezwyciężyć książęta ruscy na zjeździe w Lubeczu. Utalentowany władca kijowski Włodzimierz II Monomach przywrócił autorytet wielkiego księcia hamując proces rozdrobnienia feudalnego. Władca ten zasłynął jako pogromca Połowców. koczowniczych plemion najeżdżających Ruś od południowego wschodu. Źródłem mówiącym o jego walkach z koczownikami jest Pouczenie, zawierające rady księcia dla jego dzieci. Syn Monomacha Mścisław kontynuował politykę ojca, nie osiągając jednak takich jak on sukcesów.
Po śmierci Mścisława w roku 1132 wzięły górę tendencje odśrodkowe i Ruś weszła w okres rozdrobnienia feudalnego. Poczucie jedności zaczęło zanikać i zapanowało rozprzężenie i każda z 12 dzielnic zaczęła prowadzić własne życie polityczne. Jako pierwsze niezależność ogłosiły Księstwo Połockie (1132) i Republika Nowogrodzka (1136). Następnie książęta w Kijowie stracili kontrolę nad Wołyniem (1154), Perejasławiem (1157) i Turowem (1162). Kijów był w dalszym ciągu symbolem władzy zwierzchniej, wielokrotnie był więc zdobywany i plądrowany. Szczególnie dotkliwym był najazd księcia rostowsko-suzdalskiego Andrzeja Bogolubskiego w 1169, a następnie najazd Połowców w 1203 roku.
W 2. połowie XII wieku Kijów ostatecznie stracił swoje znaczenie polityczne na rzecz innych ośrodków. W 1169 roku udzielny książę włodzimiersko-suzdalski Andrzej I Bogolubski opanował Kijów, uzyskując tym samym tytuł wielkiego księcia. Odmiennie od większości swoich poprzedników, nie przeniósł do tego miasta swej stolicy, lecz po opanowaniu Kijowa osadzał tam przez pewien czas podległych sobie książąt (pierwszym był jego młodszy brat Gleb Jurijewicz). Od tej pory w Kijowie zasiadali książęta, pozostający najczęściej w stosunku lennym do innych książąt ruskich, a następnie głów obcych państw. W ten sposób Andrzej Bogolubski oddzielił na Rusi rolę seniora od miejsca jego rezydowania. Kniaziowie włodzimiersko-suzdalscy i halicko-wołyńscy osadzali na tronie kijowskim swych wasali, z kolei kniaziowie czernihowscy i smoleńscy, którym udało się tymczasowo przejmować władzę zwierzchnią na Rusi, często sprawowali swe rządy samodzielnie z Kijowa. Dla odróżnienia książąt wasali osadzanych w Kijowie od faktycznych zwierzchników wprowadzono tytuł „wielkiego księcia kijowskiego i/lub włodzimierskiego i wszech Rusi”. Z czasem na Rusi tytułem wielkoksiążęcym zaczęli się posługiwać oprócz książąt kijowskich i włodzimierskich władcy księstw: moskiewskiego, twerskiego, suzdalskiego i niżnonowogrodzkiego, riazańskiego, prońskiego, jarosławskiego i permskiego. Około 1305 roku pojawił się tytuł „wielki książę wszech Rusi”, używany wyłącznie przez wielkich książąt włodzimierskich, twerskich i moskiewskich. Tytuł ten przysługiwał następnie carom rosyjskim. Odmiennie od tej tradycji władcy halicko-wołyńscy przyjęli w XIV wieku tytuł króla Małej Rusi.

### Upadek Rusi Kijowskiej
Od początku XIII wieku rosło zagrożenie księstw ruskich ze strony Złotej Ordy. Po klęsce sił rusko-połowieckich w bitwie nad Kałką (1223) Batu-chan podbił wszystkie ziemie ruskie z wyjątkiem księstw Połockiego i Pińskiego oraz Republiki Nowogrodzkiej, która jednak została zmuszona uznać zwierzchność Mongołów i opłacać trybut. Mongołowie nie przejęli bezpośrednich rządów w podbitych księstwach, zadowolili się każdorazowym zatwierdzaniem kandydata do tronu książęcego we Włodzimierzu, który z kolei pełnił funkcje zwierzchnie nad resztą książąt ruskich i miał prawo zwracania się o pomoc do chana. Za powtórnego panowania Jarosława II Wsiewołodowicza księstwo kijowskie straciło wszystkie formalne resztki swej niezależności na rzecz Wielkiego Księstwa Włodzimierskiego, co zostało ostatecznie zatwierdzone przez Złotą Ordę. Tytularni książęta kijowscy automatycznie podlegali władzy książąt włodzimierskich na mocy jarłyku tatarskiego. Sami książęta kijowscy nie zasiadali już w Kijowie, lecz osadzali tam podległych sobie namiestników.

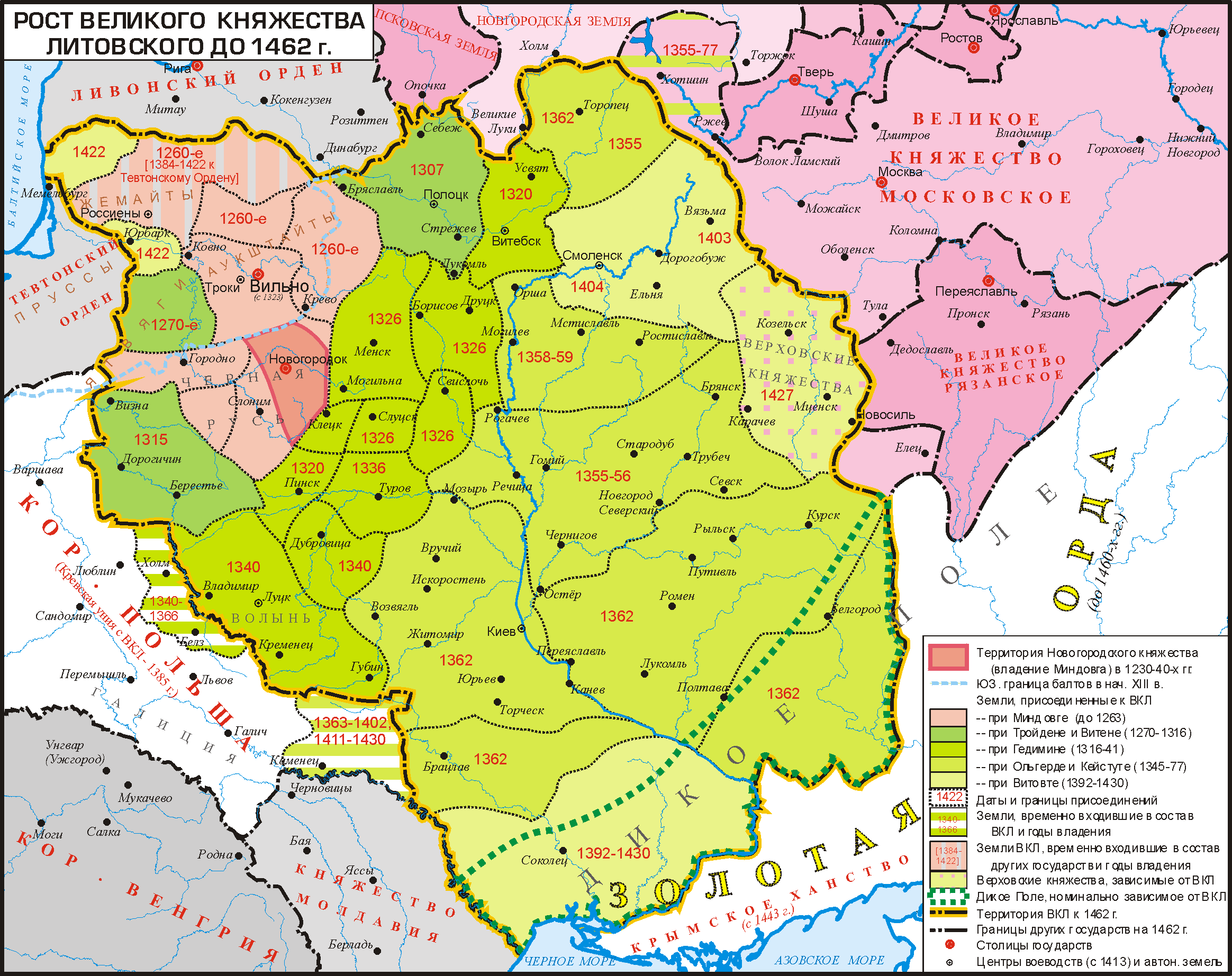
Ekspansja terytorialna Litwy na ziemie południowej i zachodniej Rusi w latach 1230–1462.

Korzystając z rozbicia dzielnicowego i osłabienia Rusi walkami z Tatarami, Litwa w latach 1240–1392 podbiła większość zachodnich księstw ruskich, a samo państwo litewskie szybko uległo zruszczeniu. Jako pierwsze zostały podbite i przyłączone do Litwy ziemie dzisiejszej Białorusi – księstwa Połockie i Pińskie. Po klęsce poniesionej przez Księstwo Kijowskie w bitwie z wojskami litewskimi nad Irpieniem (1320) Kijowszczyzna stała się zależna od Litwy, a w 1362 roku bezpośrednio do niej wcielona. Podbój Kijowszczyzny przez Litwę oznaczał gwałtowne zerwanie jej dotychczasowych więzi z Rusią Północno-Wschodnią. Z inicjatywy książąt litewskich Rurykowicze zostali pozbawieni władzy w Kijowie, po czym emigrowali do Briańska, a następnie Riazania. W wyniku wojny polsko-litewskiej (1340–1392) zostało zlikwidowane księstwo halicko-wołyńskie, a jego terytorium rozdzielone pomiędzy Polskę i Litwę.

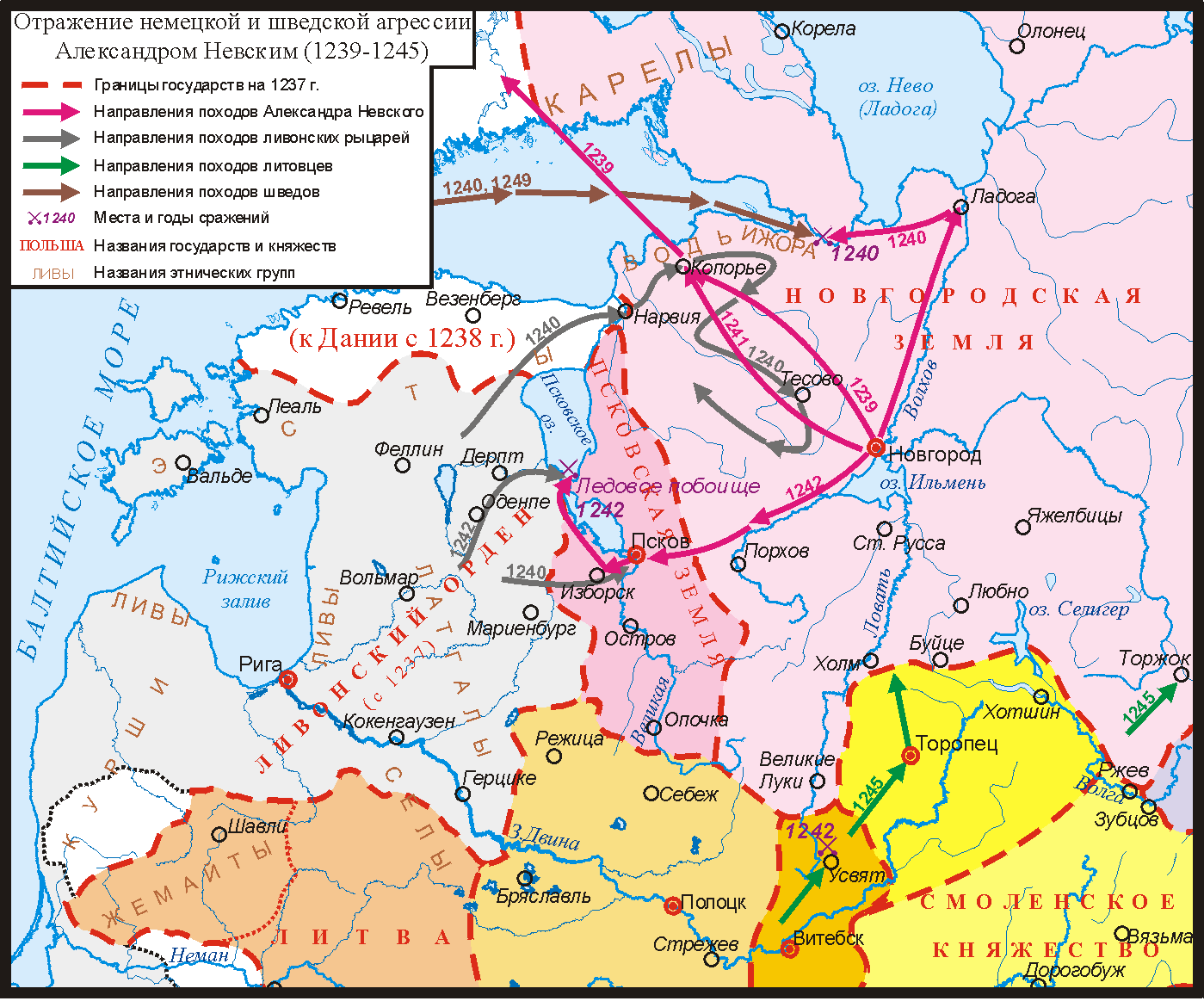
Zwycięskie kampanie wojenne Aleksandra Newskiego w latach 1239–1245 zapewniły przetrwanie księstw Rusi Północno-Wschodniej

Rozdrobnienie feudalne, jakie w dziejach wielu państwowości, takich jak polska czy hiszpańska, było tylko epizodem i kończyło się ponowną integracją, w przypadku Rusi Kijowskiej zakończyło się trwałym upadkiem. Próby scalania ziem ruskich podejmowali władcy księstw czernihowskiego, halicko-wołyńskiego i włodzimierskiego. Osłabienie kniaziów halicko-wołyńskich, czernihowskich i smoleńskich spowodowane licznymi wojnami z Litwą, Złotą Ordą i innymi krajami doprowadziło do wzrostu znaczenia Rusi Północno-Wschodniej. W okresie panowania tatarskiego i litewskiej ekspansji wodzem dużej rangi i zręcznym politykiem okazał się książę nowogrodzki Aleksander Newski. W 1240 roku pokonał Szwedów (bitwa nad Newą), w 1242 roku inflancką gałąź zakonu krzyżackiego (bitwa na jeziorze Pejpus) i w 1245 roku rozbił najeżdżające Ruś Północną wojska litewskie. W 1249 przyjął tytuł księcia kijowskiego, a w 1252 – wielkiego księcia włodzimierskiego. W 1263 roku na mocy testamentu Aleksandra Newskiego zostało powtórnie wydzielone Księstwo Moskiewskie, którego władcy najpierw doprowadzili do scalenia ziem Rusi Północno-Wschodniej, następnie kierowali się polityką „zbierania” pod swoim berłem wszystkich ziem dawnej Rusi Kijowskiej. W 1591 roku zostało zniesione ostatnie księstwo udzielne w Carstwie Rosyjskim. Na Litwie niektóre ruskie księstwa udzielne z symbolicznymi kompetencjami kniaziów przetrwały do 1795 roku.

## Religia
Ożeniony z siostrą cesarza bizantyjskiego Anną książę Włodzimierz I w 988 roku przyjął chrzest i uczynił z chrześcijaństwa wschodniego rytu oficjalną religię państwową. Panujący w latach 1019–1054 Jarosław I Mądry umocnił pozycję Kościoła Wschodniego na Rusi Kijowskiej. Stanowił on początkowo metropolię w składzie Patriarchatu Konstantynopola i to właśnie patriarcha ekumeniczny dokonywał konsekracji głowy ruskiej Cerkwi. Metropolita początkowo rezydował w Kijowie, następnie we Włodzimierzu, tymczasowo także w innych miastach.

## Kultura

### Piśmiennictwo
Na uwagę zasługuje też ówczesne piśmiennictwo i kronikarstwo. W okresie największej świetności na Rusi powstało monumentalne dzieło kronikarskie Powieść minionych lat autorstwa Nestora. Innymi wybitnymi zabytkami piśmiennictwa z tego kresu jest Ewangeliarz Ostromira z lat 1056–1057 i następne dzieła Izbornik Światosława z 1073, oraz Ewangeliarz z Reims, księżniczki Anny wydanej za króla Francji oraz Pateryk kijowsko-pieczerski. Ławra Peczerska, zespół klasztorów na brzegu Dniepru stanowił znaczący ośrodek intelektualny europejskiego średniowiecza.

### Architektura
Do lat 80. X wieku była na Rusi rozwijana wyłącznie architektura drewniana lub z przeważającym udziałem drewna, np. niezachowane do naszych czasów świątynia Peruna w Kijowie i cerkiew Mądrości Bożej z trzynastoma kopułami w Nowogrodzie Wielkim (989). Oprócz budynków drewnianych z silnym wpływem budownictwa ludowego rozpoczęto w X wieku budowę pierwszych budowli kamiennych opartych na wzorach bizantyjskich, ale noszących oryginalne cechy lokalne. Cerkwie były budowane na planie krzyża greckiego i posiadały najczęściej jedną lub pięć kopuł. Większość świątyń była trój- lub pięcionawowa, czterofilarowa, rzadziej sześcio-, ośmio- lub dziesięciofilarowa. Pod wpływem wzorów bizantyjskich nastąpiło najpóźniej w XII wieku wprowadzenie kopuł cebulowych, które w następnych wiekach zyskały na popularności i stały się symbolem architektury rosyjskiej. Najstarsze cerkwie ruskie były budowane głównie z plinty, czyli cienkich i szerokich płytek glinianych, rzadziej kamienia.
Do najznaczniejszych budowli sakralnych wybudowanych przez greckich mistrzów należą: niezachowana do naszych czasów cerkiew Dziesięcinna w Kijowie (989–996), monaster św. Jerzego w Nowogrodzie Wielkim (1030), sobór Przemienienia Pańskiego w Czernihowie (1036), sobór Zaśnięcia Bogurodzicy Ławry Peczerskiej (1051). W latach 1017–1037 greccy mistrzowie wybudowali monumentalny sobór Mądrości Bożej w Kijowie, który swym rozmachem przewyższał wszystkie budowane w tym czasie świątynie bizantyjskie. Sobór stał się wzorem dla dwóch podobnych świątyń wybudowanych już przez ruskich budowniczych – soboru Mądrości Bożej w Połocku (1030–1060) i soboru Mądrości Bożej w Nowogrodzie Wielkim (1045–1052). Ten ostatni jako jedyny został w pełni zachowany (pięcionawowy, trójabsydowy, dziesięciofilarowy).
Pod koniec XII wieku pojawił się na całej Rusi nowy typ cerkwi z podwyższonymi i podpartymi łukami. Nowe rozwiązanie architektoniczne umożliwiło wprowadzenie ozdobnego, stopniowego zakończenia górnych partii świątyń i nadawało im bardziej wertykalny charakter. Do przykładów nowego typu cerkwi należą: dawny, monasterski sobór Przemienienia Pańskiego i św. Eufrozyny Połockiej w Połocku (1128–1156), cerkiew Swirska Michała Archanioła w Smoleńsku (1180–1197), cerkiew św. Paraskiewy Piątnicy w Nowogrodzie Wielkim (1207) i zrekonstruowana w XX wieku cerkiew św. Paraskiewy w Czernihowie (około 1200). Do tego typu cerkwi należał także sobór św. Bazylego w Owruczu, który jednak na skutek błędnych założeń przy rekonstrukcji z lat 1907–1909 został odbudowany w stylu starszym niż sama świątynia.
W wiekach X–XIII nastąpiła ogólna rozbudowa miast. Pierwowzorami kremli rosyjskich pełniących często rolę grodów były twierdze Północnej Rusi, np. ljubszańska (VIII wiek), izborska (IX wiek), staroładożska (koniec IX wieku), staroriazańska (XI wiek), pskowska (koniec XI wieku), koriełska i koporiejska (XIII wiek). Za pierwszy typowy kreml rosyjski uważany jest kreml twerski z końca XIII wieku. W sumie na terenie księstw ruskich i Rosji wybudowano na przestrzeni wieków ponad 70 murowanych lub drewnianych kremli, z czego 12 kremli uległo zachowaniu w znacznym stopniu, a kolejnych 14 zachowało się w niewielkim stopniu.
W połowie XII wieku ukształtowało się kilka odrębnych szkół architektury, ikonograficznych i malarstwa freskowego, z czego na czołowej pozycji uplasowały się szkoły włodzimiersko-suzdalska i nowogrodzko-pskowska. Szkoły te zapoczątkowały wznoszenie budowli z muru ciosowego, harmonijnie wpisanych w krajobraz. Za materiały budowlane posłużyły: biały wapień nadwołżański, różne inne odmiany wapienia, piaskowiec, dolomit, trawertyn i alabaster. Ze względu na jasne odcienie materiałów budowlanych, szkoły te określano wspólnym mianem ruskiej architektury z białego kamienia. Oprócz wyżej wymienionych istniały także szkoły smoleńsko-połocka, kijowsko-czernihowska i inne, które jednak z czasem zanikły i nie miały bezpośredniego wpływu na dalszy rozwój architektury.

### Rzeźba
Do głównych typów rzeźby staroruskiej w okresie od X do XIII wieku należą reliefy z alegorycznymi kompozycjami oraz ornamentami roślinnymi lub geometrycznymi, ryzy i ramy ikonostasów. Najokazalsze reliefy pochodzą z dawnego, niezachowanego soboru św. Michała w Kijowie, soboru św. Dymitra Sołuńskiego we Włodzimierzu, cerkwi Opieki Matki Bożej na Nerli i soboru św. Jerzego w Juriewie Polskim.

### Malarstwo
Początki ikonografii ruskiej, malarstwa freskowego i mozaikowego związane są z wpływami Bizancjum. Najstarsze cerkwie na Rusi, powstałe pod koniec X wieku były zdobione freskami i mozaikami według wzorów bizantyjskich, które jednak się nie zachowały. Do przykładów monumentalnego malarstwa staroruskiego z XI–XII wieku należą freski z soborów Mądrości Bożej i św. Michała Archanioła o Złotych Kopułach w Kijowie, soboru Mądrości Bożej, soboru Narodzenia Bogurodzicy, soboru św. Jerzego w Nowogrodzie Wielkim, soboru Przemienienia Pańskiego w Pskowie i cerkwi św. Jerzego w Starej Ładodze. Następne przykłady monumentalnych ruskich cykli malarskich znane są dopiero z XIV wieku z cerkwi nowogrodzkich i pskowskich.
Najstarsze zachowane ikony na Rusi są pochodzenia bizantyjskiego, np.: Ikona Zbawiciel złota ryza (XI wiek), Smoleńska Ikona Matki Bożej (XI wiek) i Włodzimierska Ikona Matki Bożej (XII wiek). Do pierwszych szkół pisania ikon na Rusi należały: szkoła grecka (nowogrodzka ikona Apostołów Piotra i Pawła, moskiewska ikona św. Jerzego), szkoła nowogrodzka (ikona Zwiastowania Pańskiego z XII wieku, Ikona Matki Bożej „Znak” z XII wieku, Mandylion Olesija Greczyna z 1180 roku) i włodzimiersko-suzdalska (Fiodorowska Ikona Matki Bożej z XII wieku, Bogolubowska Ikona Matki Bożej z XII wieku, Ikona Zbawiciel (Spas) Złote Włosy z końca XII wieku). Na malarstwo staroruskie oddziaływały styl ascetyczny (XI–XII wiek) oraz manieryzm Komnenów (XII wiek). Najstarsze ikony Południowej i Zachodniej Rusi nie zachowały się, brakuje także ich rzetelnych opisów. Do głównych ikonografów należeli: Alipiusz Pieczerski, Olisej Greczyn i Grzegorz Ikonopisarz.
W XIII wieku do głównych szkół malarstwa należały: jarosławsko-rostowska i nowogrodzko-pskowska (nowogrodzka ikona Mikołaja Cudotwórcy, ikona Mikołaja Lipieńskiego, ikona Eliasza Proroka na Pustyni, Deesis z cerkwi św. Mikołaja z Koży). Ikonami powstałymi poza głównymi ośrodkami są np. Kursko-Korzenna Ikona Matki Bożej „Znak”, Maksymowska Ikona Matki Bożej i Piotrowska Ikona Matki Bożej. Do głównych ikonografów XIII wieku należeli Abrahamiusz Smoleński i Aleksiej Pietrow.
Do najstarszych zachowanych przykładów malarstwa świeckiego należą: iluminacja z Izbornika księcia Światosława II, przedstawiająca Światosława wraz z rodziną (1076) i fresk ukazujący córki Jarosława Mądrego w soborze Mądrości Bożej w Kijowie (lata 70. XI wieku).

## Gospodarka
W początkowym okresie państwa staroruskiego kluczowe znaczenie odgrywały w handlu dwa główne wodne szlaki: „od Waregów do Greków” prowadzący rzekami: Newą, Wołchowem i Dnieprem, oraz szlak „od Waregów do Saracenów” na rzekach Newie, Wołdze i Morzu Kaspijskim. Drugorzędną rolę odgrywały szlaki wodne na: Dniestrze, Dźwinie, Donie, Kamie i innych tokach wodnych. Ruskie wyprawy kupieckie docierały do Bizancjum, Iranu, krajów arabskich, na Kaukaz, niemal całe wybrzeże kaspijskie, Ural, Biarmię czy Perm. Wielcy książęta kijowscy Oleg (panujący do 912 lub 922) i Igor Rurykowicz (panujący w latach 912/922–945) podpisali z Bizancjum układy handlowe, które gwarantowały krajowi zyskowny handel. Od połowy XII wieku Ruś Kijowska uległa osłabieniu wskutek sporów wewnętrznych, a także gospodarczemu m.in. wskutek upadku szlaku handlowego północ – południe co było wynikiem utworzenia Cesarstwa Łacińskiego w wyniku czwartej wyprawy krzyżowej (1202–1204) i tworzeniem się szlaków handlowych wschód-zachód na Morzu Śródziemnym.

## Współczesne spory o interpretacje i dziedzictwo Rusi Kijowskiej
Dzieje Rusi Kijowskiej są przedmiotem zasadniczego sporu między historiografiami ukraińską i rosyjską. W obu przypadkach Ruś Kijowska uważana jest za początek odpowiednio państwa ukraińskiego i rosyjskiego.
Historiografia rosyjska stara się wykazać, że Ruś Kijowska stanowi początek państwowości rosyjskiej. Wyakcentowuje się początek państwa w Nowogrodzie Wielkim. Stwierdza się upadek Kijowa w XII wieku, koniec jedności politycznej Rusi po 1132 roku, oddzielenie przez Andrzeja Bogolubskiego roli wielkiego księcia (seniora) od miejsca jego rezydowania w roku 1169. Następnie podkreśla się przetrwanie księstw Rusi Północno-Wschodniej i zanik księstw Rusi Południowo-Zachodniej, wchłoniętych przez Litwę i Polskę. Dalej wskazuje się na władzę zwierzchnią wielkich książąt włodzimierskich nad pozostałymi księstwami ruskimi, szczególnie rządy Aleksandra Newskiego i kontynuację dynastyczną Rurykowiczów, którzy rządzili Rusią Kijowską, następnie Wielkim Księstwem Moskiewskim i Rosją aż do 1610 roku (z przerwą w latach 1598–1606). Stwierdza się, że od upadku w XII wieku Kijów i ziemie ukrainne nie odgrywały żadnej decydującej roli w sztuce ruskiej. Dawne, wielkie świątynie kijowskie uległy jeszcze przed najazdem tatarskim zaniedbaniu, następnie popadły w ruinę i były opuszczane przez duchowieństwo.
Zdaniem historiografii ukraińskiej to przede wszystkim terytorium współczesnej Ukrainy, związane w średniowieczu z Bizancjum, jest miejscem dziejów Rusi Kijowskiej, co czyni ją też początkiem państwowości ukraińskiej, a pretensje Rosji do dopatrywania się w Rusi Kijowskiej początków państwa moskiewskiego uważa się za produkt długotrwałej rosyjskiej dominacji politycznej. Zarówno postać Ruryka jak i przeniesienie stolicy z Nowogrodu do Kijowa uważane bywają za wpół legendarne. Podkreśla się, że wiele najważniejszych zabytków Rusi Kijowskiej i ją symbolizujące, takie jak Sobór Mądrości Bożej czy Ławra Pieczerska znajdują się w Kijowie. W historiografii ukraińskiej, a także polskiej i niemieckiej panuje pogląd, że dziedzictwo Rusi Kijowskiej przejęło księstwo halicko-włodzimierskie. Twórca nowoczesnej historiografii ukraińskiej Mychajło Hruszewski uznał Ruś Kijowską za początek ukraińskich dziejów.
Przez długi czas brak niepodległego państwa ukraińskiego dawał ogromną przewagę historiografii rosyjskiej. Od 1991 roku sytuacja ulega zmianie i historycy ukraińscy związani z amerykańską i kanadyjsko-ukraińską szkołą historyczną prowadzą samodzielne i szeroko zakrojone badania.

## Władcy państwa staroruskiego

### Władcy rezydujący w Nowogrodzie Wielkim
| Daty panowania | Władca | Portret władcy | Rodzice            | Urodzony | Zmarł |
| -------------- | --- | -------------- | ------------------ | -------- | ----- |
| 862–879        | Ruryk – przybycie Ruryka do Nowogrodu Wielkiego w 862 roku uważane jest za symboliczny początek państwa staroruskiego |                | nieznany, nieznana | ?        | 879   |
| 879–882        | Oleg I Mądry – przeniósł w 882 roku stolicę z Nowogrodu Wielkiego do Kijowa                                           |                | nieznany, nieznana | 845      | 912   |

### Władcy rezydujący w Kijowie
| Daty panowania               | Władca                  | Portret władcy | Rodzice                               | Urodzony         | Zmarł               |
| ---------------------------- | ----------------------- | -------------- | ------------------------------------- | ---------------- | ------------------- |
| 882–912                      | Oleg I Mądry            |                | nieznany, nieznana                    | 845              | 912                 |
| 912–945                      | Igor I Stary            |                | Ruryk I, nieznana                     | ?                | 945                 |
| 945–964                      | Olga I Kijowska         |                | nieznany, nieznana                    | 923              | 969                 |
| 945–972                      | Światosław I Zdobywca   |                | Igor I Stary, Olga I Kijowska         | 942              | 972                 |
| 972–978                      | Jaropełk I              |                | Światosław I Zdobywca, nieznana       | 956              | 11 czerwca 978      |
| 978–1015                     | Włodzimierz I Wielki    |                | Światosław I Zdobywca, Malusza        | 958 (?)          | 15 lipca 1015       |
| 1015–1019                    | Światopełk I Przeklęty  |                | Włodzimierz I Wielki, Julia Greczynka | 980              | 1019                |
| 1019–1054                    | Jarosław I Mądry        |                | Włodzimierz I Wielki, Rogneda         | 978              | 20 lutego 1054      |
| 1054–1078 (3 razy na tronie) | Izjasław I              |                | Jarosław I Mądry, Ingegerda Szwedzka  | 1024             | 3 października 1078 |
| 1073–1076                    | Światosław II           |                | Jarosław I Mądry, Ingegerda Szwedzka  | 1027             | 27 grudnia 1076     |
| 1076–1093                    | Wsiewołod I             |                | Jarosław I Mądry, Ingegerda Szwedzka  | 1029 lub 1030    | 13 kwietnia 1093    |
| 1093–1113                    | Światopełk II Michał    |                | Izjasław I, Gertruda Mieszkówna       | 8 listopada 1050 | 16 kwietnia 1113    |
| 1113–1125                    | Włodzimierz II Monomach |                | Wsiewołod I, Anna Monomach            | 1053             | 19 maja 1125        |
| 1125–1132                    | Mścisław I Harald       |                | Włodzimierz II Monomach, nieznana     | luty 1076        | 15 kwietnia 1132    |

### Wielcy książęta kijowscy od rozpadu państwa ruskiego
| Daty panowania                                                                                 | Władca                  | Portret władcy | Rodzice                                   | Urodzony                  | Zmarł             |
| ---------------------------------------------------------------------------------------------- | ----------------------- | -------------- | ----------------------------------------- | ------------------------- | ----------------- |
| 1132–1139                                                                                      | Jaropełk II             |                | Włodzimierz II Monomach, Gytha z Wesseksu | 1082                      | 18 lutego 1139    |
| 1139                                                                                           | Wiaczesław I            |                | Włodzimierz II Monomach, Gytha z Wesseksu | 1083                      | grudzień 1154     |
| 1139–1146                                                                                      | Wsiewołod II            |                | Oleg Michał, nieznana                     | ?                         | 1146              |
| 1146                                                                                           | Igor II                 |                | Oleg Michał, nieznana                     | ?                         | 19 września 1147  |
| 1146–1154                                                                                      | Izjasław II Pantelejmon |                | Mścisław I Harald, Krystyna               | 1096                      | 13 listopada 1154 |
| 1154–1157                                                                                      | Jerzy I Dołgoruki       |                | Włodzimierz II Monomach, nieznana         | XI w.                     | 15 maja 1157      |
| 1158–1167                                                                                      | Rościsław I Michał      |                | Mścisław I Harald, nieznana               | ?                         | 14 marca 1167     |
| 1167–1169                                                                                      | Mścisław II             |                | Izjasław II Pantelejmon, nieznana         | 15 kwietnia 1132 lub 1135 | 19 sierpnia 1170  |
| Nie rezydował w Kijowie, lecz po jego opanowaniu przeniósł stolicę do Włodzimierza nad Klaźmią | Andrzej I Bogolubski    |                | Jerzy I Dołgoruki, nieznana               | 1111                      | 29 czerwca 1174   |

### Książęta kijowscy po 1169 roku
Od 1169 roku kniaziowie włodzimiersko-suzdalscy i halicko-wołyńscy osadzali na tronie kijowskim swych wasali, z kolei kniaziowie czernihowscy i smoleńscy, którym udało się tymczasowo przejmować władzę zwierzchnią na Rusi, często sprawowali swe rządy samodzielnie z Kijowa. Dla odróżnienia książąt wasali osadzanych w Kijowie od faktycznych zwierzchników wprowadzono tytuł „wielkiego księcia kijowskiego i/lub włodzimierskiego i wszech Rusi”. Mimo to Kijów pozostawał cały czas symbolem władzy zwierzchniej i prestiżu.

### Książęta kijowscy po 1240 roku
Od wygnania Rościsława Mścisławicza przez Daniela Halickiego z Kijowa w 1240 roku, w Kijowie nie zasiadali żadni książęta, ani podlegli, ani zwierzchni. Tron książęcy powrócił do Kijowa na krótko za powtórnego panowania Michała I Wsiewołodowicza Świętego.

### Książęta kijowscy po 1243 roku
Od końca podboju Rusi przez Mongołów w 1243 roku i powtórnego panowania Jarosława II Wsiewołodowicza księstwo kijowskie straciło wszystkie formalne resztki swej niezależności na rzecz Wielkiego Księstwa Włodzimierskiego, co zostało ostatecznie zatwierdzone przez Złotą Ordę. Tytularni książęta kijowscy automatycznie podlegali władzy książąt włodzimierskich na mocy jarłyku tatarskiego. Sami książęta kijowscy nie zasiadali już w Kijowie, lecz osadzali tam podległych sobie namiestników. Około 1320 roku Księstwo Kijowskie stało się po przegranej wojnie wasalem Litwy, co zerwało jego dotychczasowe więzi z Wielkim Księstwem Włodzimierskim. W 1362 roku Księstwo Kijowskie zostało zlikwidowane i wcielone bezpośrednio do państwa litewskiego.